# Miguel Ángel De Marco
Miguel Ángel De Marco (Rosário, 1 de dezembro de 1939) é um historiador argentino. 
É autor de numerosos livros e trabalhos sobre história política, militar e naval argentina do século XIX. Doutor em História, acadêmico da Academia Nacional de História da República Argentina, foi presidente da mesma durante um período; é também membro da Academia Sanmartiniana, do Instituto Nacional Sanmartiniano, e correspondente da Real Academia de la História da Espanha, da Real Academia Hispanoamericana de Cádiz e da Academia Portuguesa da História. É diretor do departamento de História e do Instituto de História Argentina e Americana na Universidade Católica Argentina, além de catedrático nessa casa de estudos e na Universidade El Salvador. Possui numerosas honrarias civis e militares nacionais e estrangeiras, e colabora assiduamente em diversas revistas e diários do país e do exterior. Foi também, durante mais de trinta anos, redator e chefe de editoriais de La Capital, de Rosário, diário decano da imprensa nacional. No matutino, no La Nación e em outros meios da República, publicou centenas de artigos para difundir episódios pouco conhecidos do passado argentino.

## Obras
Em seus livros de conjugam a investigação profunda e a qualidade de expor com linguagem atraente temas áridos e difíceis.
Entre seus múltiplos trabalhos dedicados a evocar aspectos do passado argentino se mencionam seus livros; La Armada Española en el Plata, 1845-1900, que estuda a atuação desse país ao largo do período da Organização Nacional das Repúblicas do Plata; José María de Salazar y la marina contrarrevolucionaria en el Plata, o que demonstra que a presença do Apostadero Naval de Montevideo atrasou por quatro anos em movimento independentista na Banda Oriental (ambas obras receberam os prêmios consagratórios Doce de Octubre e do Mar, respectivamente, que cada ano outorga a Armada Espanhola ao melhor livro acerca de sua História). Publicou com o selo de Emecé, Soldados e poetas. Histórias que fizeram a história argentina; e Bartolomé Mitre, de onde se narra uma extensa e completa biografia do personagem histórico. E com Planeta, La Guerra del Paraguay, La patria, los hombres y el coraje e Corsarios argentinos. Héroes del mar en la Independencia y la guerra del Brasil.